# Tiago Ferreira
Tiago Emanuel Canelas Almeida Ferreira vagy gyakran csak Tiago Ferreira (Porto, 1993. július 10. –) portugál utánpótlás-válogatott labdarúgó, posztját tekintve hátvéd.

## Pályafutása

### Klubcsapatok
Tiago Ferreira a portugál Boavista és Porto akadémiáin nevelkedett. A Porto második csapatában hetven bajnoki mérkőzésen lépett pályára. A 2014-2015-ös szezonban a belga élvonalbeli Zulte-Waregem, majd 2015 és 2017 között a portugál União játékosa volt. 2017 és 2020 között a román élvonalbeli Universitatea Craiova csapatában játszott. 2020 nyarán az MTK Budapest játékosa lett. 2022. január 3-án jelentették be, hogy közös megegyezéssel felbontották a szerződését.

### Válogatott
Tiago Ferreria többször szerepelt a portugál utánpótlás-válogatottakban. Tagja volt a 2011-es U20-as labdarúgó-világbajnokságon ezüstérmet szerző csapatnak.

## Sikerei, díjai
Universitatea Craiova :
- Román labdarúgókupa győztes: 2018